# Abdullah 1. af Jordan
Abdullah I bin al-Hussein bin Ali al-Hashimi (arabisk: عبد الله الأول بن الحسين بن علي الهاشمي, tr. ʿAbd Allāh al-Awwal bin al-Ḥusayn bin ʻAlī al-Hāshimī; februar 1882 – 20. juli 1951) var en af de arabiske ledere under Den Arabiske Opstand og var derefter emir af Transjordanien fra 1921 til 1946 og konge af Jordan fra 1946 til 1951.
Han var en af de arabiske ledere i opstanden mod tyrkerne i begyndelsen af 1900-tallet. Han blev i 1921 anerkendt som emir af det britisk dominerede Transjordanien, som lå strategisk vigtigt i forhold til det britiske hold på Egypten, Irak og Palæstina.
Takket være hans pro-britiske holdning, blev en hel legion af arabiske krigere trænet af briterne og kom til at spille en vis rolle under 2. verdenskrig.
I 1946 blev Transjordanien selvstændigt, og det var kun naturligt, at Abdullah som dette lands leder tog kongetitel.
Under de efterfølgende arabiske konflikter med Israel, invaderede transjordaniske styrker Vestbredden (inkl. Jerusalem), som blev indlemmet i kongeriget, der skiftede navn til Jordan.
I 1951 blev Abdullah myrdet af en palæstinensisk nationalist, men hans slægt fortsatte på tronen i Jordan og sidder der den dag i dag.